# 鐘を鳴らして
「鐘を鳴らして」（かねをならして）は、BONNIE PINKの24枚目のシングル。2008年8月6日発売。発売元はワーナーミュージック・ジャパン。CDコードは初回限定盤がWPZL-30098/99、通常盤がWPCL-10488。
本項目では、2008年4月16日に配信限定シングルとして発売された、本作の英語ヴァージョン「Ring A Bell」（リング・ア・ベル）についても述べる。

## 解説
郷田努から「登場キャラの男同士の物語を歌って欲しい」の依頼を受け、バンダイナムコゲームス制作のXbox 360用ゲームソフト『テイルズ オブ ヴェスペリア』のテーマソングとして、ゲームの世界観をイメージして書き下ろされたが、歌詞は男同士の友情としても、男女間の恋愛としても受け取れる内容。ゲームが海外と日本で販売が展開されるのに合わせ、テーマソングも日本語詞と英語詞の両方で作られた。
英語版のテーマソングとなる「Ring A Bell」がiTunes Storeをはじめとした各音楽配信サイトでBONNIE PINKの誕生日である4月16日に先行配信され、約4か月後に日本版のテーマソングとなる「鐘を鳴らして」がCDシングルとして発売された。2009年、ゲームに続き、劇場版になった『テイルズ オブ ヴェスペリア〜The First Strike〜』の主題歌に起用され、ソニー・プレイステーション3用ゲームソフト『テイルズ オブ ヴェスペリア』のCMソングとしても起用されている。
初回限定盤には、『テイルズ オブ ヴェスペリア』オリジナルのモバイルクリーナーと、「鐘を鳴らして」のPVに『テイルズ オブ ヴェスペリア』のゲーム中のアニメ映像をミックスして構成した「鐘を鳴らして（TOV version）」の映像およびプロモビデオ・メイキング映像が収録されたDVD付である。
また、2008年4月8日にリリースされたスウェーデン盤『Thinking Out Loud』のボーナス・トラックとして収録されていた｢A Perfect Sky（Björn Remix）｣が収録された。

## 収録曲
（全作詞・作曲：BONNIE PINK）

### Ring A Bell
1. Ring A Bell （4:04）
  - 編曲：Burning Chicken

### 鐘を鳴らして

#### CD
1. 鐘を鳴らして （4:07）
  - 編曲：Burning Chicken
2. Pump It Up! （4:05）
  - 編曲：Burning Chicken
3. A Perfect Sky（Björn Remix） （3:31）
  - リミックス：Bjorn Yttling
4. 鐘を鳴らして（Instrumental） （4:08）
5. Pump It Up!（Instrumental） （4:05）

#### DVD
（全ディレクター：松本剛）
1. Music Clip 「鐘を鳴らして（TOV version）」
2. bonus track「off shot!!!」

## 関連作品・タイアップ
Ring A Bell
- バンダイナムコゲームス・Xbox 360用ソフト『テイルズ オブ ヴェスペリア』海外版主題歌

鐘を鳴らして
- バンダイナムコゲームス・Xbox 360用ソフト『テイルズ オブ ヴェスペリア』日本版主題歌
- 角川映画配給アニメ映画「テイルズ オブ ヴェスペリア〜The First Strike〜」主題歌
- バンダイナムコゲームス・PlayStation 3用ソフト『テイルズ オブ ヴェスペリア』CMソング
- バンダイナムコゲームス社ゲーム『PROJECT X ZONE』ユーリ&エステル 通常戦闘BGM
- バンダイナムコゲームス・PlayStation 4・Nintendo Switch用ソフト『テイルズ オブ ヴェスペリア REMASTER』CMソング

A Perfect Sky（Björn Remix）
- 舞台『ダブルブッキング!』テーマソング

## 収録アルバム
- 『ONE』（1.）
- スウェーデン盤『Thinking Out Loud』（3.）
- 『Dear Diary』初回限定特典CD「BONNIE PINK B-side collection(1996～2009)」に収録（2.）
- 『Back Room -BONNIE PINK Remakes-』（1.-「Ring A Bell」がリメイクされて収録。）
- 『アイのうた BEST 涙ソングス NON STOP MIX→』（1.-コンピレーション・アルバムに収録）
- オリジナル･アルバム未収録（2.）